# GameMaker
GameMaker ist eine integrierte Entwicklungsumgebung (IDE).
Die Software wurde von YoYo Games Ltd. als Nachfolger von Game Maker entwickelt.
In Gestaltung und Funktion ähnelt es seinem Vorgänger in vieler Hinsicht. Allerdings ist es nicht mehr für Mac OS verfügbar.
Einige Neuerungen, welche die Neuauflage mit sich brachte sind unter anderem eine übersichtlichere Verwaltung der für das Programmieren benötigten Dateien (Sprites, Backgrounds, Scripts, Objects, Rooms etc.) und die Möglichkeit nicht nur für Windows und macOS kompilieren zu können, sondern zusätzlich noch für andere Plattformen.

## Exportplattformen
- Windows (Desktop)
- macOS
- Android
- HTML5
- iOS
- Ubuntu
- Windows Phone 8
- Tizen
- PlayStation 4
- PlayStation Vita
- PlayStation 3
- Xbox One
- Nintendo Switch
- Windows 10 UWP (aktuell nur Desktop)

## GML
GML (GameMaker Language) ist die Programmiersprache, welche im GameMaker nebst Drag & Drop-Programmieren verwendet wird. Die Sprache lehnt sich an mehreren höheren Programmiersprachen wie Pascal, Java und C an. Dadurch gibt es oft zwei verschiedene Wege, den Code zu formulieren. Zum Beispiel kann der Vergleichsoperator gleich sowohl als einfaches als auch als doppeltes Gleichheitszeichen geschrieben werden. Auch die Verknüpfungsoperatoren können sowohl and oder or als auch && oder || sein.

## Systemanforderungen
- Windows XP, Windows Vista, Windows 7, Windows 8 oder Windows 10
- 512 MB RAM
- 128 MB Grafikspeicher
- Mindestbildschirmauflösung von 1024×600

## Versionen
Die vollständigen Änderungen sind auf der Unternehmensseite einzusehen.